# Léon Mart
Léon Mart   (Esch-sur-Alzette, 18 de setembre de 1914 - Esch-sur-Alzette, 14 de juliol de 1984) fou un futbolista luxemburguès de la dècada de 1930.
Fou 24 cops internacional amb la selecció luxemburguesa.
Pel que fa a clubs, defensà els colors de CS Fola Esch.